# Wang Lequan
Wang Lequan (chinois simplifié : 王乐泉 ; chinois traditionnel : 王樂泉 ; pinyin : Wáng Lèquán; né en décembre 1944) est un dirigeant régional important du Xinjiang, Chine. Il a été le Secrétaire régional du Parti communiste chinois du Xinjiang, la plus haute fonction politique de la région, depuis 1994.
Depuis 2004, il est également  membre du Politburo du Parti communiste chinois (16e Politburo et 17e).